# Cliff Eidelman
Cliff Eidelman (Los Angeles, Califórnia, 5 de Dezembro de 1964) é um compositor norte-americano que criou bandas sonoras clássicas.

## Carreira
Em 1997, Cliff Eidelman inicia a primeira colaboração com Ken Kwapis no filme: "A Bela e o Ditador" (The Beautican and the Beast) (1997). Juntos com a parceria Eidelman/Kwapis: "Quatro Amigas e Um Par de Calças" (The Sisterhood of the Travelling Pants) (2005) e "Ele Não Está Assim Tão Interessado" (He's Just Not That Into You) (2009).